# Вихроносно зенитно оръдие
„Вихроносно зенитно оръдие“ (на английски: Whirlwind Gun Spinning) е американски късометражен ням филм от 1894 година на режисьора Уилям Кенеди Диксън с участието на Хадж Лесик, заснет в лабораториите на Томас Едисън в Ню Джърси.

## В ролите
- Хадж Лесик[2]